# 24-й Український запасний полк
24-й Український запасний полк — українізований полк РІА, який базувався в місті Маріуполь. За наказом С. Петлюри українські військові частини на Катеринославщині були об'єднані  в 3-тю Катеринославську дивізію на чолі з П. Черським. До складу цієї дивізії повинен був влитися 24-й запасний полк як 12-й Український полк.

## Історія
Полк був сформований в кінці 1914 роки як 24 -й запасний піхотний батальйон, розквартирований він був у Полтаві. У 1916 році батальйон розгорнули в 24-й запасний піхотний полк і перевели в Маріуполь. Комплектував 9-у піхотну дивізію. У складі 4-ї піхотної запасної бригади.

### Українська революція
Після Лютневої революції в частинах колишньої РІА почався процес українізації. 
В кінці 1917 року за наказом «командувача всіма Українськими військами для оборони України від наступу Армії Ради Народних Комісарів» Юрія Капкана 24-й Український полк та 25-й Український полк були об'єднані в бригаду під загальним командуванням Меркулова. Частина підрозділів полку підтримували більшовиків. В кінці 1917 українці бійці полку перехопили зброю яку прислали місцевим більшовикам з Харківа, за іншими відомостями командир полку Дадиани виписав зброю з Тули для озброєння полку . Вранці 9 січня 1918 року полкова рада 24-го Українського піхотного полку зажадала від виконкому Маріупольської ради робітничих і солдатських депутатів розпустити більшовицький Військово-революційний комітет (ВРК) і Червону гвардію, а також утворити ВРК від всіх партій міста. Для переговорів в полк прибули більшовицькі оратори які вмовили солдатів здати зброю і роз'їхатися по домівках.
11 січня 1918 року червоноармійці і загін чорноморських матросів спробували розброїти полк. Більшість вояків оголосила нейтралітет, а 3-тя та 4-та сотні перешли на бік радянської влади. Після короткої перестрілки нечісельні захісники Української  Центральної Ради склали зброю . За іншими відомостями опір більшовикам надали 200 гайдамаків які прибули з Києва в Маріуполь і розташувалися в готелі "Континенталь". Після чого солдатів розброїли і відпустили по домівках із довідками про демобілізацію. Обмундирування і спорядженна полку було передано червоній гвардії. Після розброєння полку була ліквідована Маріупольська українська рада яку захищали частина солдат.
Один з керівників роззброєння полку Варганов Василь так описував цю подію:
"... ну що робити пред'явили ультиматум українській раді видати зброю. Дали їй не пам'ятаю скільки часу. Я сказав Вілкішу йди туди намацай як там настрій, він пішов туди в солдатській шенелі. Перше голосування більшість солдатів і офіцерів проголосувало не видавати зброї червоноармійцям. тоді ми підіслали на збори 1000 робочих в солдатських шенелях і зажадали переголосування. Президія полку яка складалася з офіцерів була не проти, після чого провели друге голосування попередньо замінивши тих хто рахував голоси більшовиками. У підсумку більшість проголосувала за видачу зброї, і ми отримує 1000 гвинтівок. Знаючи що в полку залишилося хороше зброю, вночі ми захопили порохові погреби."
Далі він розповідає що основиним фактором який вплинув на роззброєння полку було те що з порохових погребів робочі озброїлися 1000-ю лимонками погроза застосування яких налякало частину полку яка не хотіла роззброюватися.

## Грецькі сотні
2 грудня 1917 в місті Маріуполь відбувся з'їзд греків Маріупольського повіту на якому були присутні 43 делегата більшість становили представники грецької сільської спільноти - від рад селянських депутатів, волосних земств, сільських сходів . На з'їзді представники грецької громади підняли питання про створення на Маріуполі грецьких національних військових частин. У відповідь на цю пропозиціюв 24-му українськомузапасному полку, який дислокувався в Маріуполі, почалося формування окремих грецьких сотень. За сприяння підприємця Балджі передбачалося створити грецьку дивізію.

## Командири
- 24.11.1916 - 09.03.1916 - полковник Міллер Павло Павлович

- 01.03.1916 - 01.12.1916 - полковник Губерман Сергій Васильович

- 01.12.1916 -1917 - полковник князь Дадіані Петро Віссаріонович

Українська революція
- 1917 - 01.1918  - полковник князь Дадіані Петро Віссаріонович